# Aloyzas Kveinys
Aloyzas Kveinys (* 9. Juli 1962 in Mažeikiai; † 26. Juli 2018) war ein litauischer Schachspieler und internationaler Großmeister sowie Nationaltrainer.

## Leben

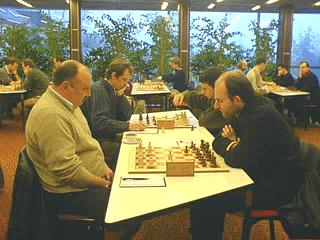
Aloyzas Kveinys – Matthew Sadler, Schachbundesliga 2001 in Solingen

Nach dem Abitur an der 22. Mittelschule in Vilnius absolvierte Kveinys ab 1980 ein Diplomstudium am Institut für Körperkultur in Moskau.
Ab 2009 lebte er im Iran. Dort arbeitete er als Trainer der iranischen Schach-Nationalmannschaft der Frauen und hielt in verschiedenen Städten Vorträge über Schach.
Kveinys war verheiratet und hatte drei Kinder.

## Erfolge
Kveinys gewann 2008 die litauische Einzelmeisterschaft und war einer von neun Schachgroßmeistern in Litauen.
Er spielte zwischen 1992, dem Jahr, in dem er den Großmeister-Titel erhielt, und 2008 bei acht Schacholympiaden für sein Land und erzielte dabei 51,5 Punkte aus 97 Partien (29 Siege, 23 Niederlagen, 45 Remis). Bei der Schacholympiade 2010 trainierte er die iranische Frauennationalmannschaft.
Kveinys nahm zwischen 1992 und 2015 an fünf Mannschaftseuropameisterschaften teil (außerdem war er 2013 für die litauische Mannschaft nominiert worden, blieb aber ohne Einsatz). Er erzielte dabei 21,5 Punkte aus 43 Partien (11 Siege, 11 Niederlagen, 21 Remis).
2004 gewann er das Schachfestival Bad Wörishofen vor Wladimir Burmakin. 2016 war er Zweiter in Bad Wörishofen.

## Vereine
Kveinys spielte in der norwegischen Eliteserien für den Moss Schakklub, mit dem er 2009 Meister wurde. In der polnischen Mannschaftsmeisterschaft spielte er zwischen 1990 und 2008 für KSz Hańcza Suwałki, 2016 für Sz.S.O.N. ‘Zagłębie’ Dąbrowa Górnicza.
In der deutschen Schachbundesliga spielte er von 1999 bis 2002 und in der Saison 2007/08 für den Godesberger SK; zuletzt war er in Deutschland in der Saison 2017/18 für den SV Lingen in der Oberliga Nord aktiv. In der belgischen Interclubs spielte er in der Saison 2003/04 für die zweite Mannschaft des KSK 47 Eynatten, seit 2004 gelegentlich für Cercle des Echecs de Charleroi. In der französischen Mannschaftsmeisterschaft spielte er für Les Tours de Haute Picardie.
Am European Club Cup nahm Kveinys neunmal teil, und zwar achtmal mit litauischen Vereinen (Kaisė Vilnius, ŠK Margiris Kaunas, NSEL 30 Vilnius, VŠŠSM Vilnius) und zuletzt 2017 mit TSI Riga.